# جين راندولف جيفرسون
جين راندولف جيفرسون (بالإنجليزية: Jane Randolph Jefferson)‏ هي صاحبة مزرعة ‏ أمريكية، ولدت في 9 فبراير 1721 في Shadwell ‏ في المملكة المتحدة، وتوفيت في 31 مارس 1776 في ماساتشوستس في الولايات المتحدة.